# Turn! Turn! Turn! (lied)
Turn! Turn! Turn! is een lied van Pete Seeger, dat hij eind jaren 1950 componeerde en in 1962 uitbracht op zijn album The Bitter and the Sweet. Het werd breed bekend als hitsingle uit 1965 van de Amerikaanse band The Byrds.

## Achtergrond
Het lied bestaat uit een op muziek gezette tekst uit Prediker 3:1-8, hieronder volgens de NBV.
| To every thing there is a season, and a time to every purpose under the heaven: A time to be born, and a time to die; a time to plant, a time to reap that which is planted; A time to kill, and a time to heal; a time to break down, and a time to build up; A time to weep, and a time to laugh; a time to mourn, and a time to dance; A time to cast away stones, and a time to gather stones together; A time to embrace, and a time to refrain from embracing; A time to get, and a time to lose; a time to keep, and a time to cast away; A time to rend, and a time to sew; a time to keep silence, and a time to speak; A time to love, and a time to hate; a time of war, and a time of peace. | Voor alles wat gebeurt is er een uur, een tijd voor alles wat er is onder de hemel. Er is een tijd om te baren en een tijd om te sterven, een tijd om te planten en een tijd om te rooien. Er is een tijd om te doden en een tijd om te helen, een tijd om af te breken en een tijd om op te bouwen. Er is een tijd om te huilen en een tijd om te lachen, een tijd om te rouwen en een tijd om te dansen. Een tijd om stenen weg te werpen en een tijd om stenen bijeen te zamelen, een tijd om te omhelzen en een tijd om zich van omhelzing te onthouden. Er is een tijd om te zoeken en een tijd om te verliezen, een tijd om te bewaren en een tijd om weg te gooien. Er is een tijd om te scheuren en een tijd om te herstellen, een tijd om te zwijgen en een tijd om te spreken. Er is een tijd om lief te hebben en een tijd om te haten. Er is een tijd voor oorlog en er is een tijd voor vrede. |

## Hitlijst
In de Verenigde Staten stond het nummer in oktober 1965 drie weken op nummer 1. Het nummer werd vervolgens tientallen malen gecoverd. Hoewel het in Nederland bleef hangen op de vijftiende plek en pas begin december 1965 binnenkwam in de hitparade, was het tot en met 2016 een jaarlijks terugkerend nummer in de NPO Radio 2 Top 2000.

### NPO Radio 2 Top 2000
| Nummer met noteringen in de NPO Radio 2 Top 2000 | '99 | '00 | '01 | '02 | '03  | '04 | '05  | '06  | '07  | '08  | '09  | '10  | '11  | '12  | '13  | '14  | '15  | '16  |
| ------------------------------------------------ | --- | --- | --- | --- | ---- | --- | ---- | ---- | ---- | ---- | ---- | ---- | ---- | ---- | ---- | ---- | ---- | ---- |
| Turn! Turn! Turn!                                | 594 | 625 | 748 | 833 | 1031 | 907 | 1062 | 1137 | 1101 | 1025 | 1468 | 1285 | 1364 | 1468 | 1370 | 1676 | 1872 | 1940 |

1. ↑  Een vetgedrukt getal geeft de hoogste notering aan.
2. ↑  Deze tabel is bijgewerkt tot en met de laatste editie (2024).